# Argyrodes cyrtophorae
Argyrodes cyrtophorae är en spindelart som beskrevs av Benoy Krishna Tikader 1963. Argyrodes cyrtophorae ingår i släktet Argyrodes och familjen klotspindlar. Inga underarter finns listade i Catalogue of Life.